# ID (相川七瀬のアルバム)
『ID』（アイディ）は、1999年5月19日にcutting edgeからリリースされた相川七瀬、初のベスト・アルバム。規格品番はCTCR-18012A （初回盤）CTCR-18012（通常盤）。初回盤のみ「恋心（Acoustic Version）」収録。

## 解説
本作発売までにリリースしたシングル曲、相川が選んだカップリング曲、アルバム人気曲、新曲から構成された全16曲を収録。『Red』から4作連続でオリコン週間チャート1位を獲得。ミリオンヒットを記録。売上枚数は前作を上回った。初回限定盤は、シースルーBOXでジャケットと同写真の3Dカードが同封。2003年3月26日に2枚目のベスト・アルバム『ID：2』をリリース。

## 逸話
発売前の仮題はNA（相川のイニシャル）であった。当初avexならびに当時の販売元・東芝EMIより5月26日発売予定で、CDショップ等へ告知されていた。4月6日、B-Gram RECORDSがZARDのベスト・アルバム『ZARD BEST The Single Collection 〜軌跡〜』を本作と同週（5月28日）発売を発表した事から、相川の連続1位記録更新のため本来より1週間発売日（5月19日発売）が急遽早まった。

## 隠しトラック
初回盤のみ24トラックに「COSMIC LOVE」アンプラグド・バージョンが収録。

## 収録曲
作詞・作曲・編曲：織田哲郎（特記以外）
1. 夢見る少女じゃいられない
1stシングル
2. バイバイ。
2ndシングル
3. LIKE A HARD RAIN
  - 作詞：相川七瀬・織田哲郎

3rdシングル
4. BREAK OUT!
4thシングル
5. 今でも…。
  - 作詞：相川七瀬

4thシングル「BREAK OUT!」のカップリング曲。
6. 恋心
5thシングル
7. トラブルメイカー
6thシングル
8. Sweet Emotion
  - 作詞：相川七瀬・織田哲郎

7thシングル
9. こんなに愛しても
  - 作詞：相川七瀬

7thシングル「Sweet Emotion」のカップリング曲。
本作だけの別ミキシング。（『paradox』収録water versionと微妙に異なる）
10. 鳥になれたら
  - 作詞：相川七瀬

6thシングル「トラブルメイカー」のカップリング曲。
11. ○○○○？
3rdアルバム『crimson』収録曲。
12. Bad Girls
  - 作詞：相川七瀬・織田哲郎

8thシングル
13. 彼女と私の事情
  - 作詞：相川七瀬・織田哲郎

9thシングル
14. Nostalgia
  - 作詞：相川七瀬、織田哲郎

10thシングル。『crimson』収録バージョン。
15. Lovin' you
  - 作詞：相川七瀬

11thシングル。
16. 恋心 （Acoustic Version）[3]